# الأحراز (القليوبية)
الأحراز إحدى قرى مركز شبين القناطر التابع لمحافظة القليوبية بجمهورية مصر العربية.

## التاريخ
قرية الأحراز من القرى القديمة، حيث وردت باسم «الحراز» في أعمال القليوبية ضمن قرى الروك الناصري التي أحصاها ابن الجيعان في كتاب «التحفة السنية بأسماء البلاد المصرية». وفي العصر العثماني وردت باسم «الحراز» في التربيع العثماني الذي أجراه الوالي العثماني سليمان باشا الخادم في عصر السلطان العثماني سليمان القانوني ضمن قرى ولاية القليوبية، وفي تاريخ 1228هـ/1813م الذي عدّ قرى مصر بعد المسح الذي قام به محمد علي باشا باسم «الأحراز» ضمن قرى مديرية القليوبية.

## السكان
بلغ عدد سكان الأحراز 16,042 نسمة، حسب الإحصاء الرسمي لعام 2006.